# Миципса
Миципса (на латински: Micipsa, пунски и нумидски: mkwsn, на гръцки: Μικίψας; † 118 пр.н.е.) е цар от 148 пр.н.е. до смъртта си на нумидските масили в днешен Алжир, Северна Африка.

## Произход и управление
Той е на-големият син на Масиниса и негов наследник.
По настояване на римския генерал Публий Корнелий Сципион Емилиан Африкански Миципса трябва да подели управлението на царството с братята си Гулуса и Мастанабал.
Съюзен е с Римската република и подкрепя римляните в Третата пуническа война против Картаген, в боевете против Вириат и против Нуманция. След смъртта на неговите братя той е единствения владетел.
Гробът на Миципса се намира в Es Soumâa при El Khroub.
След неговата смърт царството е разделенено по настояване на Рим между синовете му Адхербал и Хиемпсал I и неговия осиновен племенник Югурта.